# Zavreliella longiseta
Zavreliella longiseta är en tvåvingeart som beskrevs av Reiss 1990. Zavreliella longiseta ingår i släktet Zavreliella och familjen fjädermyggor. Inga underarter finns listade i Catalogue of Life.